# Amy Diamond: Greatest Hits
Amy Diamond: Greatest Hits è la prima raccolta discografica della cantante svedese Amy Diamond, pubblicato dalla Cosmos nel 2010. Contiene tutti i successi della cantante degli album precedenti, e comprende quattro nuove canzoni, di cui una remixata. 

## Tracce
1. What's In It For Me – 3:18
2. Only You – 3:02
3. Thank You – 2:58
4. Shooting Star – 3:39
5. Stay My Baby – 3:06
6. Perfect – 3:22
7. Big Guns – 3:25
8. It's My Life – 3:07
9. Welcome To The City – 3:03
10. Don't Cry Your Heart Out – 3:24
11. True Colors – 3:25
12. Is It Love? – 3:07
13. Champion – 3:12
14. Ready To Fly – 3:08
15. It Can Only Get Better – 3:29
16. Up – 2:54
17. Bittersweet (Scott Blakey Remix) – 4:41
18. Shooting Star (2010) – 3:59
19. It's My Life (2010) – 2:52
20. What's In It For Me (2010) – 3:27